# 臺中市犁頭店社區大學
臺中市犁頭店社區大學（全名嶺東科技大學附設臺中市犁頭店社區大學，簡稱犁頭店社大或LTDCC），為臺灣臺中市南屯區的社區大學，位於大肚台地上，社大辦公室位於嶺東科技大學春安校區推廣教育部大樓。

## 辦學理念
提供終身學習進修管道，藉由社區教育課程，培養公民意識及社區志工理念，營造社區參與意識。犁頭店社大推動一系列具社區特色課程。「犁頭店」是台灣中部早期移民之始，體認先民蓽路藍縷之墾殖精神，乃以「在地學習，重現社區生命力」作為辦校主軸理念。

## 歷史
2004年嶺東科技大學依《終身學習法》第十條，成立「嶺東科技大學附設臺中市犁頭店社區大學」，並順利取得臺中市政府承辦許可；這是國內體制內學校以專責單位編制辦理社大業務的創舉。嶺東科大承辦犁頭店社區大學，除提供校內各項資源，整合社區內的中小學及各項社會教育資源。

## 教學場所
- 嶺東科技大學
- 臺中市西屯區上石國民小學
- 臺中市南屯區南屯國民小學
- 活動中心
- 寶山社區活動中心
- 圖書館
- 寶佳社區
- 黎明社區（南屯區干城街127號、懷德街天母宮）
- 南屯陶畫館
- 港尾教室
- 格馬洛文化教室
- 飾琉璃工作室
- 翔暉托兒所
- 文山游泳池
- 高仕高爾夫球場
- 保安公園
- 壹善堂
- 北屯區更生巷232號

## 外部連結
- 犁頭店社區大學
- 嶺東科技大學
- 財團法人社區大學全國促進會